# Hardingham
Hardingham är en ort och civil parish i Storbritannien.   Den ligger i grevskapet Norfolk och riksdelen England, i den sydöstra delen av landet, 140 km nordost om huvudstaden London. Hardingham ligger 53 meter över havet och antalet invånare är 274.
Terrängen runt Hardingham är platt, och sluttar österut. Runt Hardingham är det ganska tätbefolkat, med 124 invånare per kvadratkilometer. Närmaste större samhälle är Norwich, 19,4 km öster om Hardingham. Trakten runt Hardingham består till största delen av jordbruksmark.